# Chorturm

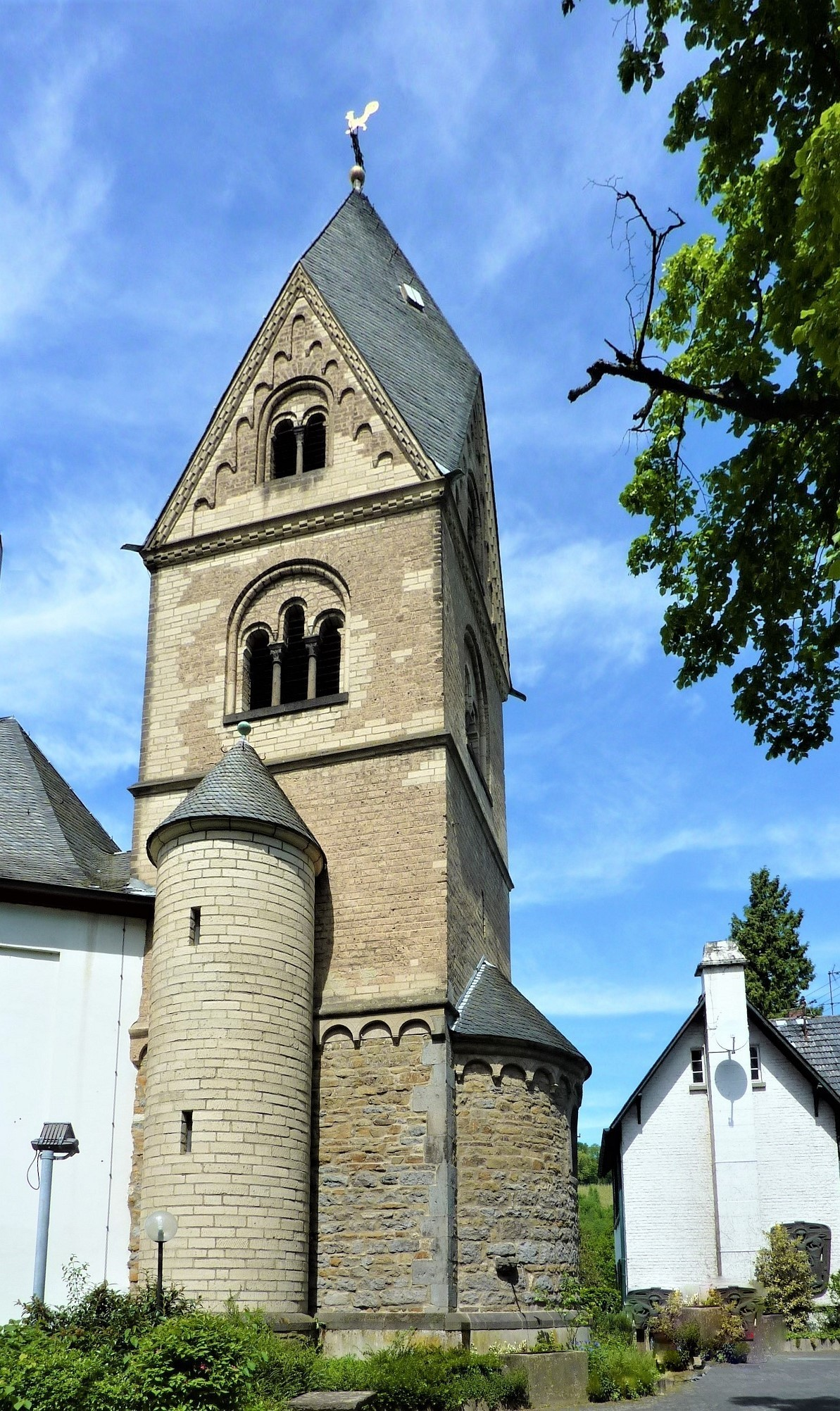
Chorturm von St. Laurentius in Oberdollendorf

Ein Chorturm ist ein über dem Chor (Altarraum) einer Kirche errichteter Kirchturm, der häufig auch als Glockenturm dient. Kirchen mit einem solchen Chorturm werden Chorturmkirche genannt. Dieser Bautyp entstand in der Zeit der Romanik und war im Mittelalter vor allem in ländlichen Gegenden in Mittelhessen, in Thüringen, Sachsen, Mittel- und Süddeutschland, im Elsass, in Österreich und in Skandinavien bei kleineren Kirchen verbreitet. In manchen Gegenden hielt sich diese Form über das Ende des Mittelalters hinaus.

## Formen
Der Kunsthistoriker Joseph Hoster erkannte 1947 eine Uneindeutigkeit in der Literatur zur Beschreibung dieser Bauform und entwickelte eine Typologie der am häufigsten vorkommenden drei Formen. Diese sollten nicht mit Vierungstürmen verwechselt werden.
Die drei Formen sind nach Hoster:
Chorturm: Der Chor befindet sich im Untergeschoss des Turmes. Der Chor schließt im Osten gerade mit der Turmwand und ragt nicht mit einer Apsis über diese hinaus.
Chorjochturm: Der Turm befindet sich über dem Chorjoch der Kirche, an das eine Apsis angefügt ist.
Choranschlussturm: Der Turm schließt sich unmittelbar hinter dem Chor an. Diese Form wird auch als Ostturm bezeichnet. Zu beobachten z. B. bei der Jesuitenkirche St. Mariä Himmelfahrt in Köln. Von den beiden vorgenannten Formen unterscheidet er sich darin, dass er keinen Teil des Chorraums beherbergt. Seine Funktion entspricht also eher einem Chorflankenturm. In manchen Gebäudebeschreibungen werden auch Chorflankentürme beiläufig als „Chortürme“ bezeichnet.

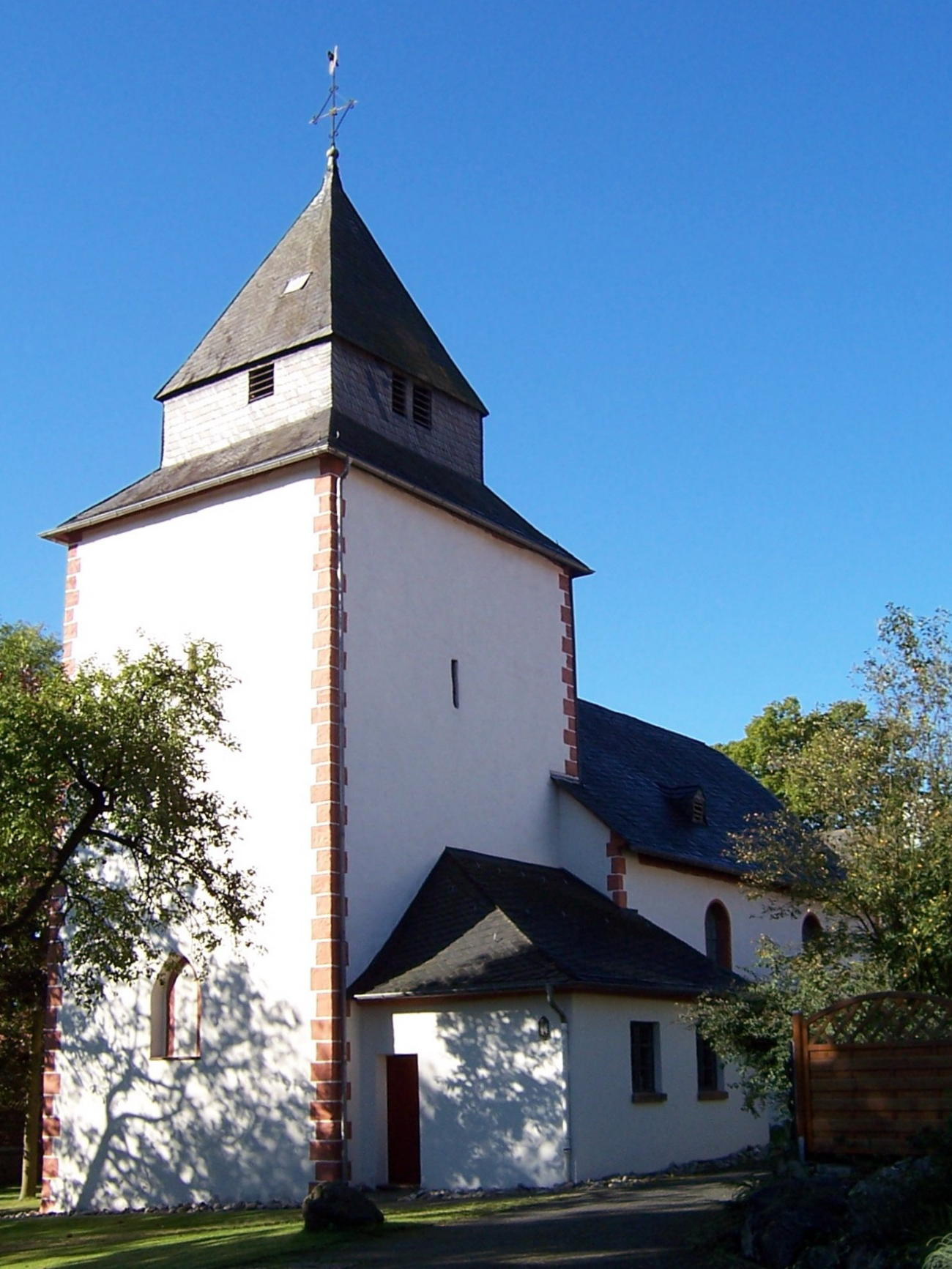
Chorturm: Martinskirche Buchenau, Hessen. Der Chor schließt gerade mit der Turmostwand
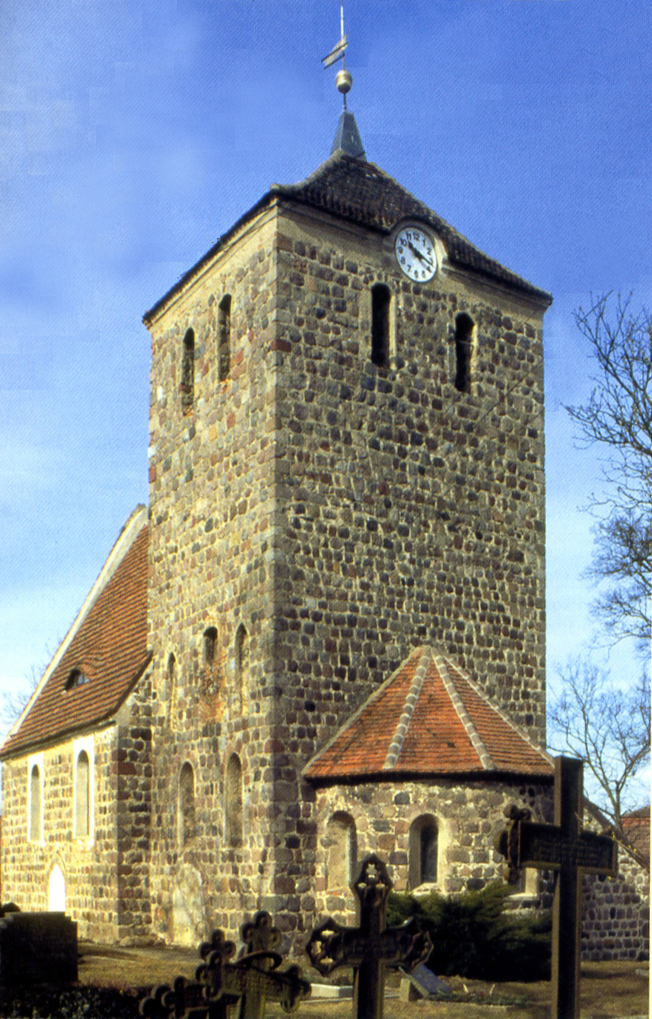
Chorjochturm: Dorfkirche Grünow bei Angermünde, Uckermark. Die Apsis schließt an das Chorjoch an.
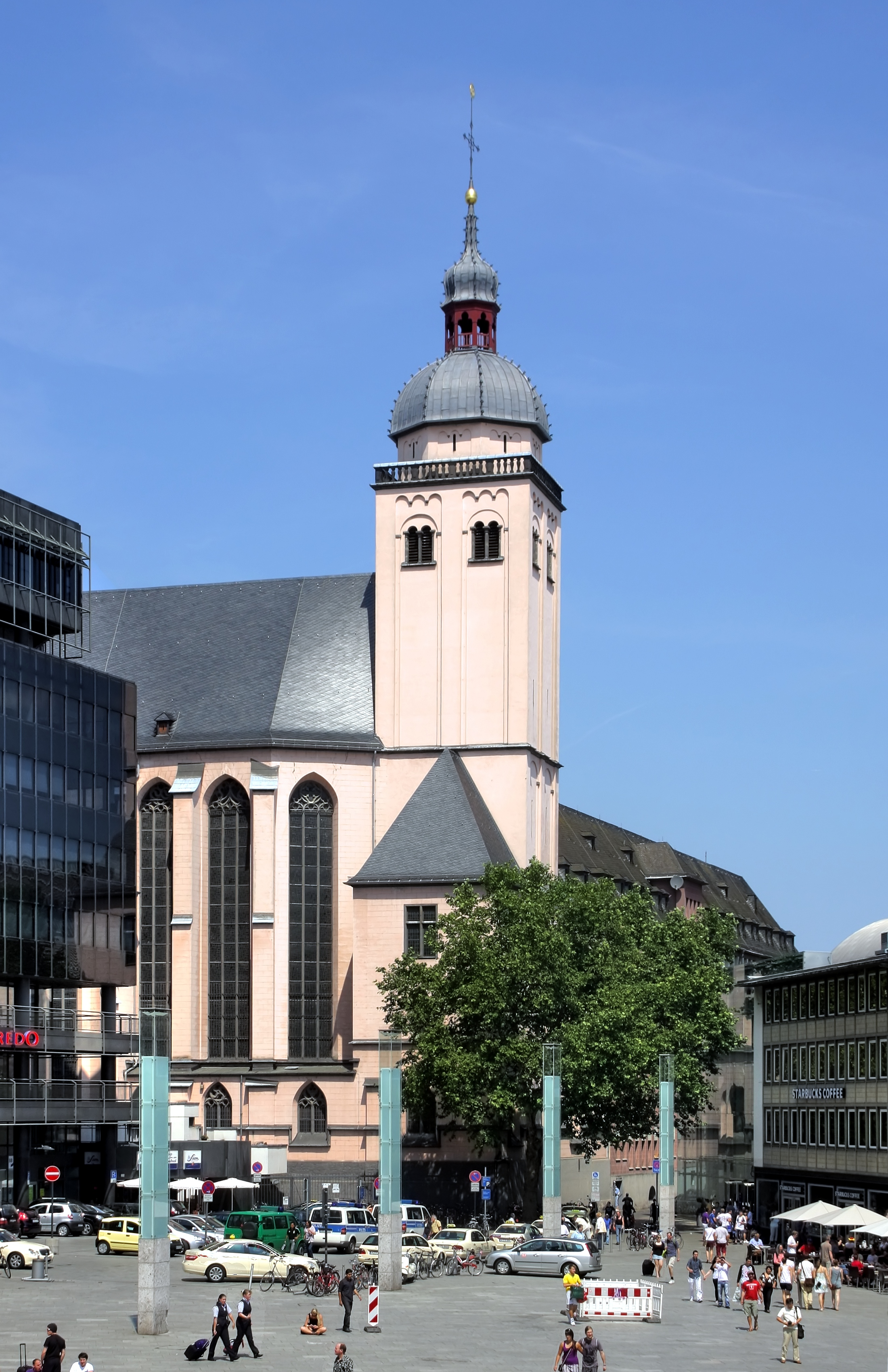
Choranschlussturm: St. Mariä Himmelfahrt in Köln
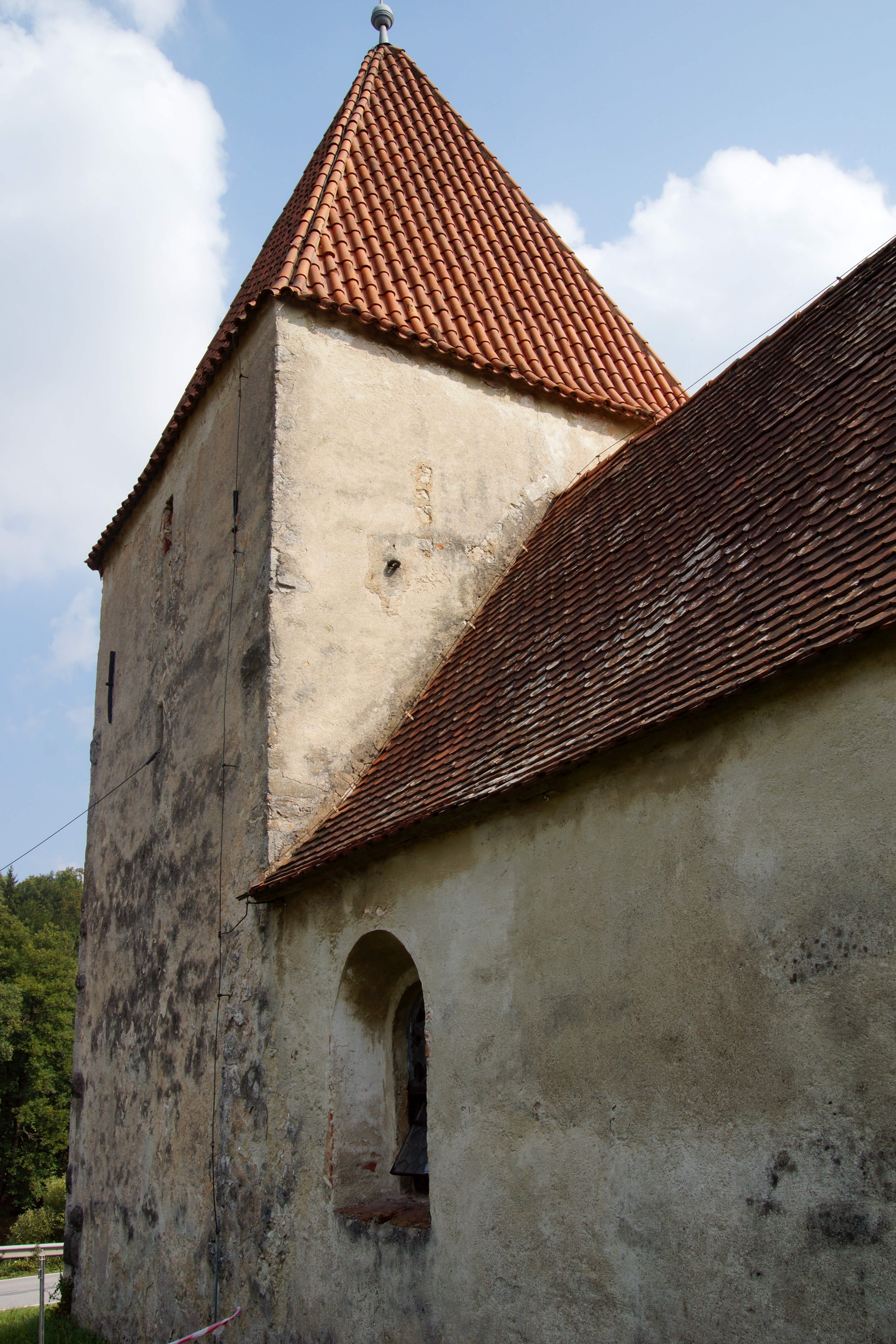
St. Leonhard in Penk an der Naab, bayrische Oberpfalz
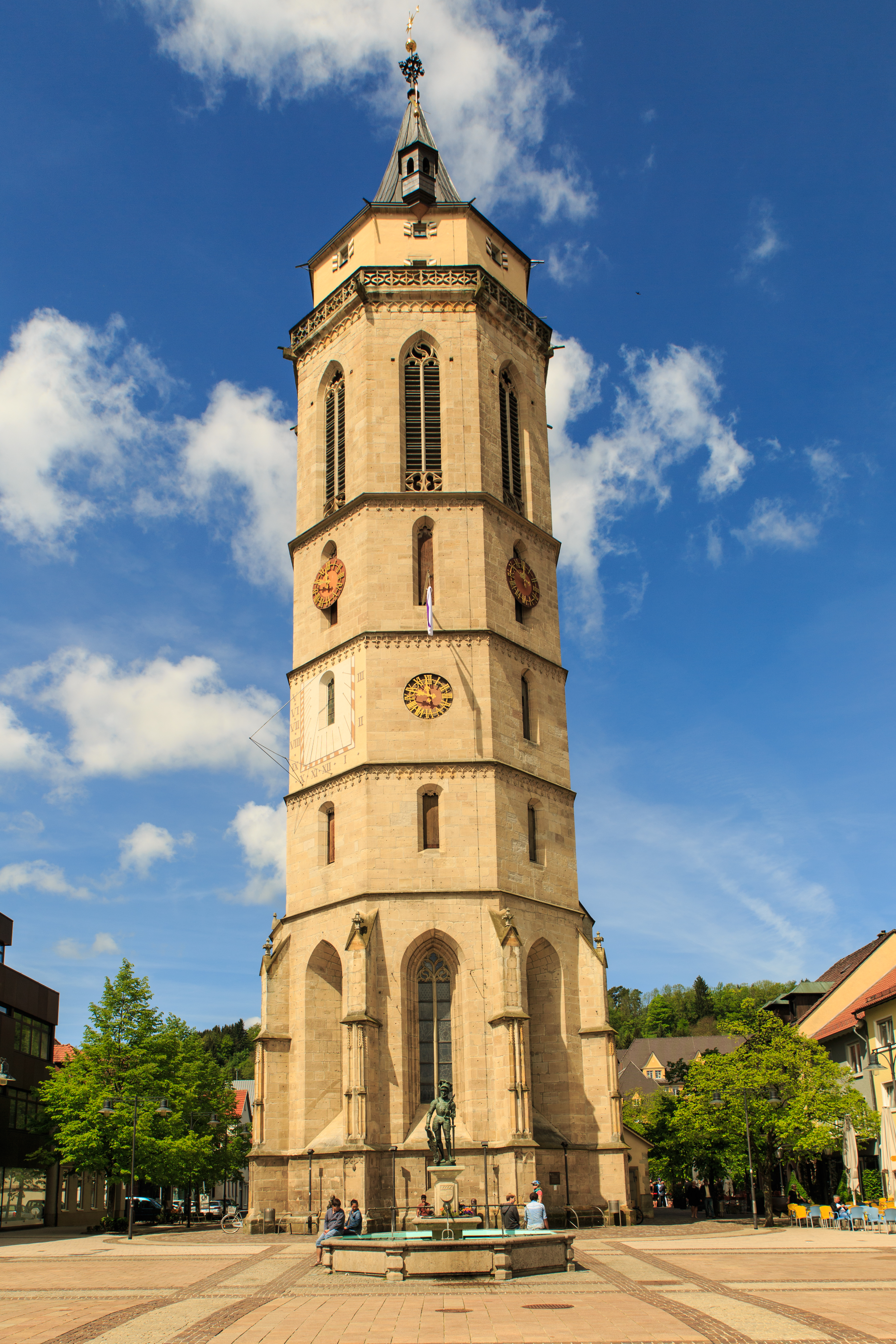
Chorturm der Stadtkirche in Balingen, Württemberg. Der polygonale Chorabschluss wird konsequent auf die ganze Turmhöhe übertragen
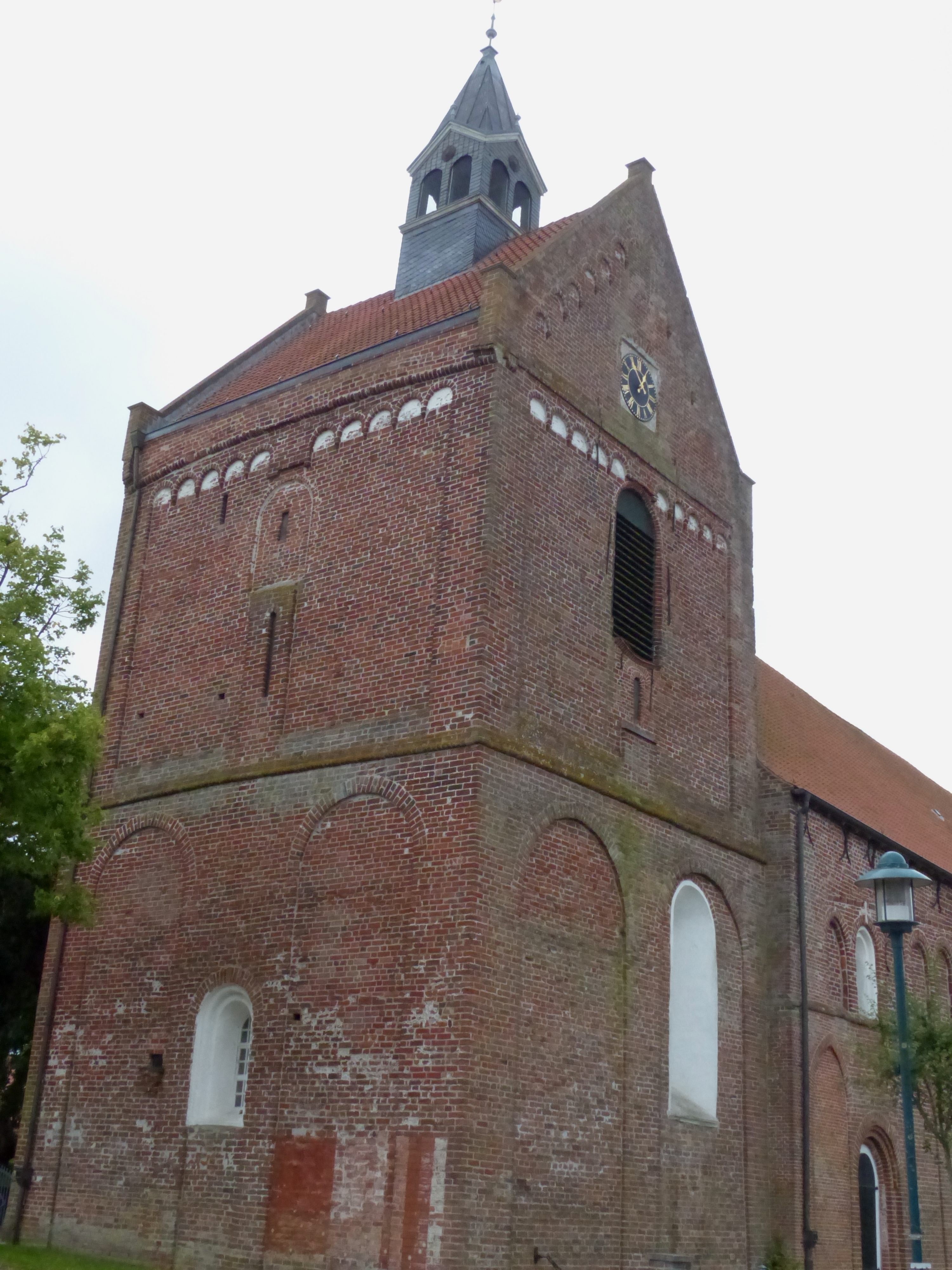
Eilsumer Kirche, Ostfriesland. Der rechteckige Turm beherbergt eine halbrunde Apsis (kleines Fenster) und ein kurzes Joch (Seitenfenster).

## Schwerpunkte der Verbreitung
In Erich Bachmanns Arbeit Kunstlandschaften im romanischen Kleinkirchenbau Deutschlands befinden sich detaillierte Beschreibungen der Verbreitung und vor allem eine informative Verbreitungskarte, auf der eindeutig begrenzte Schwerpunkte ins Auge springen: Mittelhessen (z. B. Lahn-Dill-Kreis, Liste der Kirchen im Landkreis Marburg-Biedenkopf und Liste der denkmalgeschützten Kirchen im Landkreis Gießen), Thüringen, Sachsen-Anhalt und Sachsen; westlich des Rheins im nördlichen Winkel zwischen Rhein und Mosel und der Raum zwischen Main und Donau.
Nach Untersuchungen von Wolfgang Müller waren in der Ortenau von 109 Kirchen mit gemauertem Turm 84 Chorturmkirchen. Seit dem 18. Jahrhundert sind die meisten Chorturmkirchen verschwunden, da Neubauten an die Stelle der alten Kirchen traten. Die schönsten Beispiele für Chorturmkirchen in der Ortenau sind neben der Kirche von Wittelbach die Kirchen in Burgheim, Altfreistett und Hausgereut bei Rheinbischofsheim. Auch im Elsass, soweit es zum Bistum Straßburg gehörte, war der Chorturm sehr verbreitet. Das lässt den Schluss zu, dass innerhalb der Diözese Straßburg sowohl links wie rechts des Rheines dieselben Baugewohnheiten vorgeherrscht haben.
Ein ungewöhnliche Häufung an Chorturmkirchen bietet die Gemeinde Oberstenfeld nordöstlich von Stuttgart, Hier gibt es gleich drei derartige Kirchen, die romanische Stiftskirche St. Johannes, die barocke Dorfkirche St. Gallus (BILDER) und als älteste die ursprünglich einem Nachbarort angehörende Peterskirche (BILDER). In weiten Teilen von Thüringen und im südlichen Sachsen-Anhalt ist die Chorturmkirche im ländlichen Bereich eher die Regel als die Ausnahme.
Ein weiteres Gebiet der Verbreitung ist die Gegend südlich von München mit Kirchen u. a. in Unterhaching, Taufkirchen, Großdingharting und Hanfeld.
Östlich der Elbe gibt es dagegen nur sehr wenige mittelalterliche Chorturmkirchen, Ausnahmen bilden die Dorfkirche Grünow in der Uckermark und die Dorfkirche Hohenseeden bei Genthin in Sachsen-Anhalt.

## Beispiele für Chorturmkirchen

### Die „Sieben verkehrten Kirchen der Altmark“
Eine Gruppe von Chorturmkirchen ist als die „Sieben verkehrten Kirchen der Altmark“ bekannt geworden. Dazu gehören die folgenden Kirchen:
- Dorfkirche Staffelde
- Dorfkirche Hämerten
- Dorfkirche Storkau
- Dorfkirche Wallstawe
- Dorfkirche Beelitz (Arneburg)
- Dorfkirche Nesenitz
- Dorfkirche Tangeln

Die Chorturmkirchen in Hagen (Apenburg-Winterfeld) und Hohenseeden könnten ebenfalls dazu gerechnet werden, sind jedoch nicht Bestandteil dieser Gruppe, was vermutlich mit der überlieferten Symbolik der Siebenzahl zusammenhängt. Nicht alle diese Kirchen sind Chorturmkirchen im engeren Sinne, da bei einigen der Chor nicht im Turm untergebracht ist.

### Weitere Beispiele
- Stadtkirche Balingen

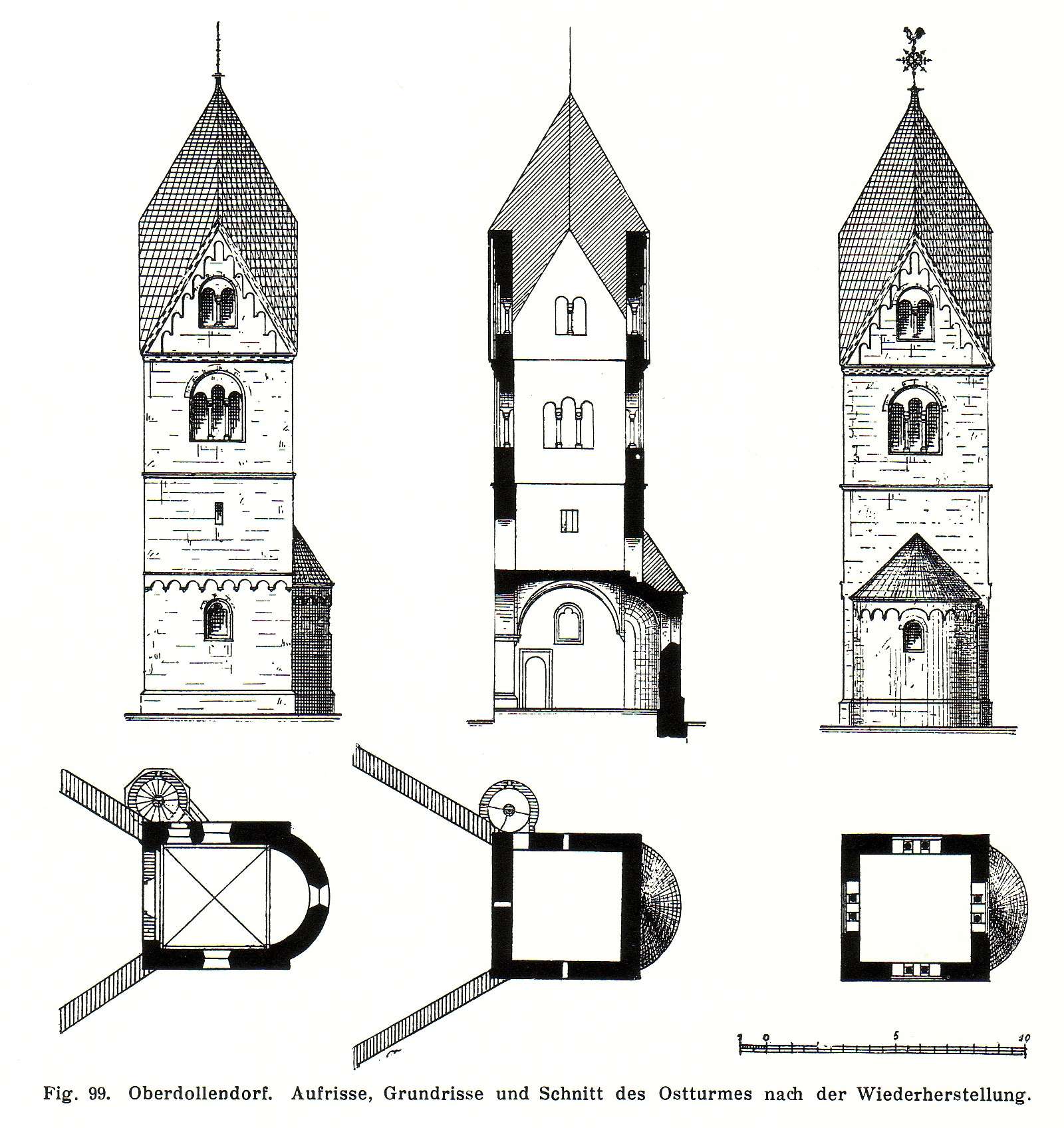
Auf- und Grundriss des Chorjochturms von St. Laurentius (Oberdollendorf)

- Evangelische Kirche (Bitburg) – moderne Chorturmkirche von 1952
- Dorfkirche Döben (Grimma)
- Christkönig (Löbnitz)
- St. Niklas (Ehrenfriedersdorf)
- Evangelische Kirche (Hottenbach), nur noch der Chorturm mit gotischen Fresken erhalten, Kirchenschiff modern
- Chorturmkirche (Sylbitz)
- St. Marien (Wickershain)
- St. Jakobus (Hünfeld)
- St. Johannes Evangelist (Größhöbing)
- St. Peter und Paul (Ebrantshausen)
- Eilsumer Kirche